# Liste des épisodes de Princesse Sofia
 (septembre 2015).
Si vous disposez d'ouvrages ou d'articles de référence ou si vous connaissez des sites web de qualité traitant du thème abordé ici, merci de compléter l'article en donnant les références utiles à sa vérifiabilité et en les liant à la section « Notes et références ».
Cet article recense la liste des épisodes de la série télévisée d'animation Princesse Sofia portant un total de cent-un épisodes dont la série est toujours en production.

## Liste des épisodes
| Saison | Saison             | Épisodes           | États-Unis       | États-Unis       | France          | France          |
| Saison | Saison             | Épisodes           | Début            | Fin              | Début           | Fin             |
| ------ | ------------------ | ------------------ | ---------------- | ---------------- | --------------- | --------------- |
|        | Pilote             | Pilote             | 18 novembre 2012 | 18 novembre 2012 | 9 décembre 2012 | 9 décembre 2012 |
|        | 1                  | 25                 | 11 janvier 2013  | 14 février 2014  | 3 avril 2013    | 12 février 2014 |
|        | 2                  | 29                 | 28 février 2014  | 28 juillet 2015  | 19 février 2014 | 6 août 2015     |
|        | 3                  | 29                 | 29 juillet 2015  | 31 mars 2017     | 13 août 2015    | 10 février 2017 |
|        | Le secret d'Avalor | Le secret d'Avalor | 20 novembre 2016 | 20 novembre 2016 | 20 février 2017 | 20 février 2017 |
|        | 4                  | 26                 | 28 avril 2017    | 8 septembre 2018 | 12 juin 2017    | 9 mars 2019     |

### Pilote (2012)
| Titre français                                    | Titre original                        | Diffusion française | Diffusion originale |
| ------------------------------------------------- | ------------------------------------- | ------------------- | ------------------- |
| Princesse Sofia : Il était une fois une princesse | Sofia the First: Once Upon A Princess | 9 décembre 2012     | 18 novembre 2012    |

Source

### Première saison (2013-2014)
| №  | #  | Titre français                         | Titre original            | Diffusion française | Diffusion originale | Code prod. |
| -- | -- | -------------------------------------- | ------------------------- | ------------------- | ------------------- | ---------- |
| 1  | 1  | Princes et Princesses                  | Just One of the Princes   | 3 avril 2013        | 11 janvier 2013     | 101        |
| 2  | 2  | Soirée pyjama au château               | The Big Sleepover         | 10 avril 2013       | 18 janvier 2013     | 102        |
| 3  | 3  | Des trolls au château                  | Let the Good Times Troll  | 17 avril 2013       | 25 janvier 2013     | 103        |
| 4  | 4  | L'apprentie de Cédric                  | Cedric's Apprentice       | 25 avril 2013       | 1er février 2013    | 104        |
| 5  | 5  | Le mensonge                            | A Royal Mess              | 8 mai 2013          | 8 février 2013      | 105        |
| 6  | 6  | La princesse timide                    | The Shy Princess          | 5 juin 2013         | 22 février 2013     | 106        |
| 7  | 7  | Une médaille pour Clovis               | Blue Ribbon Bunny         | 3 juillet 2013      | 15 mars 2013        | 107        |
| 8  | 8  | L'examen de princesse                  | The Princess Test         | 14 août 2013        | 12 avril 2013       | 108        |
| 9  | 9  | Jour de congé pour Monsieur Bailey     | Baileywick's Day Off      | 3 septembre 2013    | 26 avril 2013       | 109        |
| 10 | 10 | Le pique-nique des trois royaumes      | Tri-Kingdom Picnic        | 11 septembre 2013   | 17 mai 2013         | 110        |
| 11 | 11 | La petite sorcière                     | The Little Witch          | 18 septembre 2013   | 28 juin 2013        | 111        |
| 12 | 12 | Le rêve bleu                           | Two to Tangu              | 25 septembre 2013   | 29 juin 2013        | 112        |
| 13 | 13 | Clovis et le magicien                  | Finding Clover            | 2 octobre 2013      | 30 juin 2013        | 113        |
| 14 | 14 | Le griffon                             | The Amulet of Avalor      | 9 octobre 2013      | 5 juillet 2013      | 114        |
| 15 | 15 | Scout un jour, scout toujours !        | The Buttercups            | 16 octobre 2013     | 2 août 2013         | 115        |
| 16 | 16 | Mademoiselle Ortie                     | Make Way for Miss Nettle  | 23 octobre 2013     | 16 août 2013        | 116        |
| 17 | 17 | L'hymne royal                          | The Amulet and the Anthem | 30 octobre 2013     | 13 septembre 2013   | 117        |
| 18 | 18 | Le goûter royal                        | Tea for Too Many          | 6 novembre 2013     | 27 septembre 2013   | 118        |
| 19 | 19 | La princesse papillon                  | Princess Butterfly        | 11 décembre 2013    | 11 octobre 2013     | 119        |
| 20 | 20 | Le délice aux pommes                   | Great Aunt-Venture        | 22 janvier 2014     | 18 octobre 2013     | 120        |
| 21 | 21 | Le roi qui rêvait d'être boulanger     | The Baker King            | 29 janvier 2014     | 3 novembre 2013     | 121        |
| 22 | 22 | Princesse Sofia au royaume des sirènes | The Floating Palace       | 18 décembre 2013    | 18 novembre 2013    | 122        |
| 23 | 23 | Princesse Sofia au royaume des sirènes | The Floating Palace       | 18 décembre 2013    | 18 novembre 2013    | 123        |
| 24 | 24 | Les fêtes à Enchancia                  | Holiday in Enchancia      | 5 février 2014      | 1er décembre 2013   | 124        |
| 25 | 25 | La fête des lumières                   | Four's a Crowd            | 12 février 2014     | 14 février 2014     | 125        |

Source

### Deuxième saison (2014-2015)
| №  | #  | Titre français                  | Titre original                    | Diffusion française | Diffusion originale | Code prod. |
| -- | -- | ------------------------------- | --------------------------------- | ------------------- | ------------------- | ---------- |
| 26 | 1  | Deux princesses et un bébé      | Two Princesses and a Baby         | 19 février 2014     | 28 février 2014     | 201        |
| 27 | 2  | Le festin enchanté              | The Enchanted Feast               | 26 février 2014     | 14 mars 2014        | 202        |
| 28 | 3  | La couronne volante             | The Flying Crown                  | 5 mars 2014         | 11 avril 2014       | 203        |
| 29 | 4  | La fête des mères               | Mom's the Word                    | 12 mars 2014        | 25 avril 2014       | 204        |
| 30 | 5  | Le chevalier silencieux         | The Silent Knight                 | 19 mars 2014        | 9 mai 2014          | 205        |
| 31 | 6  | L'exposition scientifique       | Enchanted Science Fair            | 26 mars 2014        | 23 mai 2014         | 206        |
| 32 | 7  | Le roi James                    | King for a Day                    | 9 avril 2014        | 6 juin 2014         | 207        |
| 33 | 8  | Le puits aux vœux               | When You Wish Upon a Well         | 16 avril 2014       | 20 juin 2014        | 208        |
| 34 | 9  | Les inventions de Gwen          | Gizmo Gwen                        | 30 avril 2014       | 11 juillet 2014     | 209        |
| 35 | 10 | L'autre Sofia                   | Sofia the Second                  | 14 mai 2014         | 25 juillet 2014     | 210        |
| 36 | 11 | Cédric Le Sensationnel          | Mystic Meadows                    | 21 août 2014        | 8 août 2014         | 211        |
| 37 | 12 | Les conseils de Mulan           | Princesses to the Rescue!         | 28 août 2014        | 19 septembre 2014   | 212        |
| 38 | 13 | Le gala des fantômes            | Ghostly Gala                      | 4 septembre 2014    | 22 septembre 2014   | 213        |
| 39 | 14 | La clé d'emeraude               | The Emerald Key                   | 11 septembre 2014   | 23 septembre 2014   | 214        |
| 40 | 15 | Dans la peau de Clovis          | Scrambled Pets                    | 18 septembre 2014   | 24 septembre 2014   | 215        |
| 41 | 16 | Le tableau enchanté             | The Princess Stays in the Picture | 25 septembre 2014   | 2 octobre 2014      | 216        |
| 42 | 17 | Les maladresses de Bailey       | Baileywhoops                      | 9 octobre 2014      | 7 novembre 2014     | 217        |
| 43 | 18 | La malédiction de Princesse Eva | The Curse of Princess Ivy         | 19 février 2015     | 18 novembre 2014    | 218        |
| 44 | 19 | La malédiction de Princesse Eva | The Curse of Princess Ivy         | 19 février 2015     | 18 novembre 2014    | 219        |
| 45 | 20 | Le cadeau idéal                 | Winter's Gift'                    | 21 décembre 2014    | 12 décembre 2014    | 220        |
| 46 | 21 | Le Festival du Printemps        | The Leafsong Festival             | 6 novembre 2014     | 9 janvier 2015      | 221        |
| 47 | 22 | La journée des farces           | Substitute Cedric                 | 17 septembre 2015   | 20 février 2015     | 222        |
| 48 | 23 | Une chambre pour deux           | Clover Time                       | 10 septembre 2015   | 27 mars 2015        | 223        |
| 49 | 24 | La fée Tizzy                    | In a Tizzy                        | 8 janvier 2015      | 29 juin 2015        | 224        |
| 50 | 25 | Canard un jour, canard toujours | A Tale of Two Teams               | 26 mars 2015        | 30 juin 2015        | 225        |
| 51 | 26 | Les farfadets                   | The Littlest Princess             | 23 avril 2015       | 1er juillet 2015    | 226        |
| 52 | 27 | Ambre bouton d'or               | Buttercup Amber                   | 28 mai 2015         | 2 juillet 2015      | 227        |
| 53 | 28 | Carole de la forêt              | Carol of the Arrow                | 8 juin 2015         | 3 juillet 2015      | 228        |
| 54 | 29 | L'audition                      | Sidekick Clio                     | 16 juillet 2015     | 27 juillet 2015     | 229        |
| 55 | 30 | Minimus a disparu               | Minimus is Missing                | 6 août 2015         | 28 juillet 2015     | 230        |

Source

### Troisième saison (2015-2016)
| №  | #  | Titre français                                       | Titre original                                       | Diffusion française | Diffusion originale | Code prod. |
| -- | -- | ---------------------------------------------------- | ---------------------------------------------------- | ------------------- | ------------------- | ---------- |
| 56 | 1  | Les perles de Merroway                               | Cool Hand Fluke                                      | 13 août 2015        | 29 juillet 2015     | 301        |
| 57 | 2  | La fausse amulette                                   | Cedric Be Good                                       | 20 août 2015        | 30 juillet 2015     | 302        |
| 58 | 3  | Princesse Zoé                                        | Princess Adventure Club                              | 27 août 2015        | 31 juillet 2015     | 303        |
| 59 | 4  | Le manoir de tante Lilly                             | Minding the Manor                                    | 8 octobre 2015      | 7 août 2015         | 304        |
| 60 | 5  | La bibliothèque secrète                              | The Secret Library                                   | 12 novembre 2015    | 14 août 2015        | 305        |
| 61 | 6  | La lampe magique                                     | New Genie on the Block                               | 24 décembre 2015    | 11 septembre 2015   | 306        |
| 62 | 7  | Une nouvelle voisine                                 | The Fliegel Has Landed                               | 30 décembre 2015    | 23 octobre 2015     | 307        |
| 63 | 8  | La nuit des arts                                     | The Princess Ballet                                  | 17 février 2016     | 29 octobre 2015     | 308        |
| 64 | 9  | Le retour des farfadets                              | All the Sprite Moves                                 | 24 février 2016     | 6 novembre 2015     | 309        |
| 65 | 10 | Elfiland                                             | Sofia in Elvenmoor                                   | 2 mars 2016         | 13 novembre 2015    | 310        |
| 66 | 11 | La perle de feu                                      | Stormy Lani                                          | 16 mars 2016        | 20 novembre 2015    | 311        |
| 67 | 12 | Le danseur sur glace                                 | Lord of the Rink                                     | 27 avril 2016       | 18 décembre 2015    | 212        |
| 68 | 13 | La bibliothèque secrète : Olaf et Mademoiselle Ortie | The Secret Library: Olaf and the Tale of Miss Nettle | 13 mai 2016         | 8 janvier 2016      | 313        |
| 69 | 14 | Un grand jour pour Cédric                            | Gone With the Wand                                   | 8 juin 2016         | 15 février 2016     | 314        |
| 70 | 15 | Un bébé dragon                                       | Bad Little Dragon                                    | 9 juin 2016         | 11 mars 2016        | 315        |
| 71 | 16 | Barney le lapin                                      | Bunny Swap                                           | 10 juin 2016        | 18 mars 2016        | 316        |
| 72 | 17 | Les otariens                                         | Her Royal Spyness                                    | 15 juillet 2016     | 8 avril 2016        | 317        |
| 73 | 18 | Minimus a grandi                                     | Best in Air Show                                     | 19 août 2016        | 6 mai 2016          | 318        |
| 74 | 19 | La journée père-filles                               | Dads and Daughters Day                               | 17 septembre 2016   | 3 juin 2016         | 319        |
| 75 | 20 | Le conte du noble chevelier                          | The Tale of the Noble Knight                         | 8 octobre 2016      | 9 juin 2016         | 320        |
| 76 | 21 | Modernité et tradition                               | The Bamboo Kite                                      | 15 octobre 2016     | 29 juillet 2016     | 321        |
| 77 | 22 | La belle est la bête                                 | Beauty is the Beast                                  | 22 octobre 2016     | 8 octobre 2016      | 322        |
| 78 | 23 | Le jour du chaudronnement                            | Cauldronation Day                                    | 29 octobre 2016     | 22 octobre 2016     | 323        |
| 79 | 24 | La colonie du bois sauvage                           | Camp Wilderwood                                      | 6 novembre 2016     | 29 octobre 2016     | 324        |
| 80 | 25 | Vacances en famille                                  | Royal Vacation                                       | 12 décembre 2016    | 6 novembre 2016     | 325        |
| 81 | 26 | Ambroise et son maître                               | Hexley Hall                                          | 27 janvier 2017     | 17 janvier 2017     | 326        |
| 82 | 27 | Une princesse talentueuse                            | The Princess Prodigy                                 | 3 février 2017      | 6 mars 2017         | 327        |
| 83 | 28 | Le mystère des plantes                               | One for the Books                                    | 10 février 2017     | 27 février 2017     | 328        |

Source

### Elena et le secret d'Avalor (2016)
| Titre français                                               | Titre original                 | Diffusion française | Diffusion originale |
| ------------------------------------------------------------ | ------------------------------ | ------------------- | ------------------- |
| Elena et le secret d'Avalor (Cross-over avec Elena d'Avalor) | Elena and the Secret of Avalor | 20 février 2017     | 24 novembre 2016    |

Source

### Quatrième saison (2017-2018)
| №   | #  | Titre français                                      | Titre original                                   | Diffusion française | Diffusion originale | Code prod. |
| --- | -- | --------------------------------------------------- | ------------------------------------------------ | ------------------- | ------------------- | ---------- |
| 84  | 1  | Le séminaire de magie                               | Day of the Sorcerers                             | 12 juin 2017        | 28 avril 2017       | 401        |
| 85  | 2  | La bibliothèque secrète : Le conte de l'arc-en-ciel | The Secret Library: Tale of the Eternal Torch    | 13 juin 2017        | 5 mai 2017          | 402        |
| 86  | 3  | La princesse d'abondance                            | The Crown of Blossoms                            | 14 juin 2017        | 12 mai 2017         | 403        |
| 87  | 4  | Le retour de Kazeem                                 | Pin the Blame on the Genie                       | 15 juin 2017        | 19 mai 2017         | 404        |
| 88  | 5  | Les îles mystérieuses                               | The Mystic Isles                                 | 20 septembre 2017   | 26 mai 2017         | 405        |
| 89  | 6  | La princesse et les protecteurs                     | The Mystic Isles: The Princess and the Protector | 13 novembre 2017    | 30 juin 2017        | 406        |
| 90  | 7  | Le pique-nique des dragons                          | The Royal Dragon                                 | 14 novembre 2017    | 21 juillet 2017     | 407        |
| 91  | 8  | Les îles mystérieuses : Une corde à mon arc         | The Mystic Isles: The Mare of the Mist           | 15 novembre 2017    | 22 septembre 2017   | 408        |
| 92  | 9  | De l'autre côté du miroir                           | Through the Looking Back Glass                   | 16 novembre 2017    | 8 septembre 2017    | 409        |
| 93  | 10 | Princesse Jade                                      | Princess Jade                                    | 17 novembre 2017    | 1er septembre 2017  | 410        |
| 94  | 11 | Mission papillons                                   | Ivy's True Colors                                | 19 mars 2018        | 29 septembre 2017   | 411        |
| 95  | 12 | La soirée d'Halloween                               | Too Cute to Spook                                | 20 mars 2018        | 13 octobre 2017     | 412        |
| 96  | 13 | Le trésor des pirates                               | Pirated Away                                     | 21 mars 2018        | 20 octobre 2017     | 413        |
| 97  | 14 | L’œil du faucon                                     | The Mystic Isles: The Falcon's Eye               | 22 mars 2018        | 27 octobre 2017     | 414        |
| 98  | 15 | L'assistant alchimiste                              | The Mystic Isles: The Great Pretender            | 23 mars 2018        | 3 novembre 2017     | 415        |
| 99  | 16 | Joyeux Wassailia                                    | The Mystic Isles: A Very Mystic Wassalia         | 11 décembre 2017    | 1er décembre 2017   | 416        |
| 100 | 17 | Le vœu d'anniversaire                               | The Birthday Wish                                | 28 mars 2018        | 5 janvier 2018      | 417        |
| 101 | 18 | Cédric à l'épreuve                                  | In Cedric We Trust                               | 26 mars 2018        | 26 janvier 2018     | 418        |
| 102 | 19 | Les îles mystérieuses : Clovis le protecteur        | The Mystic Isles: A Hero for the Hoodwinks       | 4 mars 2019         | 16 février 2018     | 419        |
| 103 | 20 | Les îles mystérieuses : Une vraie fée               | The Mystic Isles: Undercover Fairies             | 5 mars 2019         | 2 mars 2018         | 420        |
| 104 | 21 | L'héritier du trône                                 | A Royal Wedding                                  | 29 mars 2018        | 14 mai 2018         | 421        |
| 105 | 22 | Le salon des études royales                         | The Royal School Fair                            | 30 mars 2018        | 15 mai 2018         | 422        |
| 106 | 23 | La pyramide perdue                                  | The Lost Pyramid                                 | 6 mars 2019         | 16 mai 2018         | 423        |
| 107 | 24 | Le spectacle des sirènes                            | Return to Merroway Cove                          | 27 mars 2018        | 17 mai 2018         | 424        |
| 108 | 25 | Le conflit des elfes                                | The Elf Situation                                | 7 mars 2019         | 18 mai 2018         | 425        |
| 109 | 26 | Princesse Sofia : Royale pour toujours              | Sofia the First: Forever Royal                   | 9 mars 2019         | 8 septembre 2018    | 426        |

Source